# Mali Harries
Mali Rhys Harries (* 6. Juli 1976 in Cardiff, South Glamorgan) ist eine walisische Theater- und Filmschauspielerin sowie Synchronsprecherin, die in englischer und walisischer Sprache spielt.

## Leben
Harries besuchte das Ysgol Gyfun Gymraeg Glantaf und absolvierte 1997 anschließend die Bristol Old Vic Theatre School. Ihre erste Filmrolle hatte sie noch während ihres Studiums 1996 im Fernsehfilm The Levels. Von 2002 bis 2007 spielte sie in vier Episoden der Fernsehserie Foyle's War die Rolle der Jane Milner. 2010 war sie in insgesamt acht Episoden der Fernsehserie Pen Talar als Sian Lewis zu sehen.
Von 2010 bis 2013 verkörperte sie die Rolle der Megan Evans in insgesamt 15 Episoden der Fernsehserie The Indian Doctor. Für ihre Leistung wurde sie mit dem walisischen Film- und Fernsehpreis der British Academy of Film and Television Arts (BAFTA Cymru) ausgezeichnet. Zwischen 2013 und 2016 spielte sie den Charakter DI Mared Rhys in Inspector Mathias – Mord in Wales. Dafür erhielt sie einen weiteren Preis der BAFTA Cymru. 2015 folgten neun Episodenauftritte in Critical als Nerys Merrick. Zuletzt war sie 2017 in acht Episoden der Fernsehserie Keeping Faith als Bethan Price zu sehen. Von 2018 bis 2022 stellte sie die wiederkehrende Rolle der Jaclyn Parri in der walisischen Fernsehserie Pobol y Cwm dar.
Harries ist die Tochter des Schauspielers Phylip Harries und der Harfenspielerin Mags Harries. Sie ist seit 1999 mit dem Schauspieler Matthew Gravelle verheiratet. Das Ehepaar hat zwei Kinder. Ihr Schwager ist der Schauspieler Andrew Teilo.

## Filmografie (Auswahl)
- 1996: The Levels (Fernsehfilm)
- 1999: Dalziel and Pascoe (Fernsehserie, Episode 4x02)
- 2000: Inspector Barnaby (Midsomer Murders, Fernsehserie, Episode 3x02)
- 2000: Dirty Work (Fernsehserie, Episode 1x02)
- 2000: P.O.V.
- 2001: The Bill (Fernsehserie, Episode 17x63)
- 2002–2007: Foyle's War (Fernsehserie, 4 Episoden)
- 2003: Inspector Lynley (The Inspector Lynley Mysteries, Fernsehserie, Episode 2x03)
- 2003: Final Demand (Fernsehfilm)
- 2003: Byron (Fernsehfilm)
- 2003: Holby City (Fernsehserie, Episode 5x52)
- 2004: May 33rd (Fernsehfilm)
- 2005: The Bill (Fernsehserie, Episode 21x17)
- 2005: Doctor Who (Fernsehserie, Episode 1x11)
- 2006: Brief Encounters (Miniserie, Episode 1x01)
- 2006: Coming Up (Fernsehserie, Episode 4x01)
- 2006: Sixty Six
- 2006: Caerdydd (Fernsehserie, 3 Episoden)
- 2006–2012: Doctors (Fernsehserie, 3 Episoden, verschiedene Rollen)
- 2009: Murderland (Miniserie, 2 Episoden)
- 2009: Ar y Tracs (Fernsehfilm)
- 2010: Verlobung auf Umwegen (Leap Year)
- 2010: Perfect Day
- 2010: Pen Talar (Fernsehserie, 8 Episoden)
- 2010–2013: The Indian Doctor (Fernsehserie, 15 Episoden)
- 2011: Ar y Tracs: Y Tren i'r Gem (Fernsehfilm)
- 2011: Casualty (Fernsehserie, Episode 25x28)
- 2011: Baker Boys (Fernsehserie, 6 Episoden)
- 2012: Being Human (Fernsehserie, Episode 4x01)
- 2012: The Best of Men (Fernsehfilm)
- 2013–2016: Inspector Mathias – Mord in Wales (Y Gwyll, Fernsehserie, 13 Episoden)
- 2015: Critical (Fernsehserie, 9 Episoden)
- 2015: Lewis – Der Oxford Krimi (Lewis, Fernsehserie, 2 Episoden)
- 2016: New Blood – Tod in London (New Blood, Fernsehserie, Episode 1x02)
- 2017: Keeping Faith (Fernsehserie, 8 Episoden)
- 2018–2022: Pobol y Cwm (Fernsehserie, 20 Episoden)
- 2022: Brassic  (Fernsehserie, Episode 4x01)
- 2023: The Doll Factory (Fernsehserie, 2 Episoden)
- 2024: The Way (Fernsehserie, 3 Episoden)

## Synchronisationen (Auswahl)
- 2003: Y Mabinogi (Zeichentrickfilm)
- 2018: Torchwood: Believe (Podcast)
- seit 2018: The Archers
- 2022: Elden Ring (Computerspiel)